# Pedaliodes proculeja
Pedaliodes proculeja är en fjärilsart som beskrevs av Otto Thieme 1905. Pedaliodes proculeja ingår i släktet Pedaliodes och familjen praktfjärilar. Inga underarter finns listade i Catalogue of Life.